# ASSI Brindisi 1969-1970
L'ASSI Brindisi 1969-1970, prende parte al campionato italiano di Serie C, girone D a 12 squadre. Chiude la stagione regolare al terzo posto con 12V e 10P.

## Storia & roster
Dopo la retrocessione in Serie C lasciano la squadra Teodoro Arigliano e Giancarlo Felline che passano alla Libertas Brindisi in cambio di Luigi Pellecchia e Franco Petraroli. Domenico Traversa tornerà alla NP Bari. Miglior marcatore della stagione è Franco Musci con 292 p. in 21 partite, seguito da Cosimo Marra con 250 p. e Monaco con 181 p.. Partecipa alla Coppa Italia dove viene eliminata al 2º turno dalla Libertas Brindisi.
| ASSI Brindisi 1969/1970 | ASSI Brindisi 1969/1970 |
| Giocatori               | Staff tecnico           |
| ----------------------- | ----------------------- |

| N. | Naz.              | Ruolo | Nome                 | Anno | Alt.   | Peso |  |
| -- | ----------------- | ----- | -------------------- | ---- | ------ | ---- |  |
|    | Italia (bandiera) |       | Antonazzo            |      |        |      |  |
|    | Italia (bandiera) | G     | Franco Cozzoli       | 1947 | 182 cm |      |  |
|    | Italia (bandiera) | A     | Luigi Pellecchia     | 1949 |        |      |  |
|    | Italia (bandiera) | C     | Domenico Cianciaruso | 1945 | 195 cm |      |  |
|    | Italia (bandiera) | P     | Cosimo Marra         | 1946 | 181 cm |      |  |
|    | Italia (bandiera) | C     | Franco Petraroli     |      |        |      |  |
|    | Italia (bandiera) | A     | Elio Maghelli        | 1946 | 188 cm |      |  |
|    | Italia (bandiera) | G     | Roberto Perugino ()  | 1941 | 185 cm |      |  |
|    | Italia (bandiera) | G     | Franco Musci         |      |        |      |  |
|    | Italia (bandiera) | G     | Gianvito Monaco      | 1946 |        |      |  |
|    | Italia (bandiera) | A     | Roberto Milo         | 1953 | 192 cm |      |  |
|    | Italia (bandiera) | A     | Claudio De Gennaro   | 1952 | 188 cm |      |  |

| Allenatore                       |
| - Francesco Altomare             |
| Assistente/i                     |
| - Nessuno Legenda - (C) Capitano |

## Risultati

### Stagione regolare
| Arbitri: | Ciampaglia (Napoli) Califano (Avellino) |

|                                  |       |                                |
| Matera 13, Carulli 13, Fasulo 11 | Punti | Cozzoli 9, Musci 8, Perugino 8 |

| Arbitri: | Taus (Ancona) Tardiola (Ancona) |

|                                 |       |                                      |
| Musci 18, Monaco 12, Perugino 8 | Punti | Minervini 23, G. Giuri 11, Gentile 9 |

| Arbitri: | Collotti (Palermo) Ciotta (Trapani) |

|                                     |       |                               |
| Lo Presti 34, Cintolo 15, Bisesi 13 | Punti | Monaco 25, Musci 15, Marra 14 |

| Arbitri: | Cavaioli (Colleferro) Uncini (Ancona) |

|                                |       |                         |
| Perugino 18, Musci 15, Marra 8 | Punti | Tizzano 24, Freddella 7 |

| Arbitri: | Messina (Salerno) Giovine (Caserta) |

|                                |       |                                      |
| Cozzoli 25, Marra 17, Musci 12 | Punti | Placamila 18, Melito 16, Monarseri 9 |

| Arbitri: | Ravaioli (Colleferro) Mottanelli (Roma) |

|                                    |       |                                         |
| Tortora 23, Greco 10, Guarnotta 10 | Punti | Pellecchia 16, Musci 12, Cianciaruso 10 |

| Arbitri: | Di Gregorio (Ragusa) Sarra (Matera) |

|                                     |       |                                      |
| Cozzoli 17, Musci 14, Pellecchia 12 | Punti | Ferrara 13, Valentino 13, Iandolo 12 |

| Arbitro: | Lombardo (Cosenza) |

|                                     |       |                    |
| Locato 18, Franco 12, Fiorentino 12 | Punti | Monaco 17, Musci 9 |

| Arbitri: | Grassi (Catania) Aluisi (Messina) |

|                               |       |                                        |
| Monaco 22, Marra 12, Musci 11 | Punti | D'Andrea 14, Incarnato 14, Fasciano 10 |

| Arbitri: | Tura (Bologna) Guidastri (Bologna) |

|                                 |       |                                           |
| Musci 15, Cozzoli 12, Monaco 10 | Punti | Cerovak 19, Napolitano C. 10, De Simone 7 |

| Arbitri: | D'Urso (Pescara) Iannascoli (Pescara) |

|                           |       |                                   |
| Missaglia 14, Giussano 14 | Punti | Pellecchia 20, Musci 18, Marra 13 |

| Arbitri: | Ciampaglia (Napoli) Califano (Avellino) |

|                                   |       |                                  |
| Pellecchia 18, Marra 17, Musci 15 | Punti | Palumbo 22, Fasulo 14, Carulli 8 |

| Arbitri: | Pignotti (Porto S. Giorgio) Furlani (Pesaro) |

|                                      |       |                                |
| Gentile 16, Minervini 12, G. Giuri 9 | Punti | Marra 14, Musci 14, Cozzoli 11 |

| Arbitri: | Zanella (Imola) Dal Fiume (Imola) |

|                                    |       |                                        |
| Musci 14, Pellecchia 12, Monaco 10 | Punti | Lo Presti 27, Piccinello 9, Cintiolo 8 |

| Arbitri: | Ugatti (Salerno) Messina (Salerno) |

|                                    |       |                                   |
| Cioffi 14, Angelone 12, Tizzani 10 | Punti | Marra 19, Monaco 10, Pellecchia 8 |

| Reggio Calabria 1 marzo 1970 16ª giornata | Viola R. Calabria | 47 – 46 | Assi Brindisi |  |

| Arbitri: | Ferri (Imola) Soglia (Ravenna) |

|                               |       |                                  |
| Monaco 16, Marra 15, Musci 13 | Punti | Spanò 14, Greco 14, Guarnotta 11 |

| Avellino 15 marzo 1970 18ª giornata                                | Scandone Avellino | 65 – 68                              | Assi Brindisi |  |
| \| \| \| \| \| \| Punti \| Marra 21, Perugino 14, Pellecchia 12 \| |                   |                                      |               |  |
|                                                                    |                   |                                      |               |  |
|                                                                    | Punti             | Marra 21, Perugino 14, Pellecchia 12 |               |  |

| Arbitri: | Racchetti (Porto S.Giorgio) Mariani (Porto S.Giorgio) |

|                                   |       |                                     |
| Musci 20, Marra 15, Pellecchia 13 | Punti | Fiorentino 21, Congedo 11, Franco 7 |

| Arbitri: | Manca (Cagliari) Putzlu (Cagliari) |

|                                         |       |                                 |
| D'Andrea 22, Incarnati 21, Buffoleno 16 | Punti | Musci 29, Marra 14, Perugino 10 |

| Arbitri: | Fantini (Cremona) Gallo (Busto Arsizio) |

|                                         |       |                                 |
| De Simone 21, Cerovak 18, Napolitano 14 | Punti | Musci 16, Marra 14, Petraroli 9 |

| Arbitri: | Mineo (Udine) Lazzari (Trieste) |

|                                    |       |                                      |
| Marra 19, Pellecchia 12, Cozzoli 9 | Punti | Miraglia 32, Maresca 10, Angrisani 8 |

### Coppa Italia
| Brindisi 14 settembre 1969 1º turno | Assi Brindisi | 81 – 51 | Libertas Lecce |  |

| Arbitri: | Melone (Brindisi) Pagone (Brindisi) |

|                                     |       |                                     |
| Musci 13, Cianciaruso 11, Cozzoli 9 | Punti | Labate 24, Calderari 24, Panessa 13 |

## Fonti
La Gazzetta del Mezzogiorno edizione 1969/70